# Лёринци
Лёринци (венг. Lőrinci) — город в Венгрии в медье Хэвеш. Население — около 6000 человек (2001 год). Расположен в 45 км к северо-востоку от Будапешта.
В городе расположена Матравидекская ТЭС, одна из крупнейших в стране.
Во время Второй мировой войны 26 октября 1944 года в этом районе были ожесточенные бои с фашистами. В городе есть памятник погибшим воинам.

## Население
| Год  | Численность | Численность |
| ---- | ----------- | ----------- |
| 2013 | 5696        | [ 2 ]       |
| 2014 | 5652        | [ 3 ]       |
| 2015 | 5557        | [ 4 ]       |
| 2021 | 5554        | [ 5 ]       |
| 2022 | 5300        | [ 6 ]       |
| 2023 | 5491        | [ 7 ]       |
| 2024 | 5415        | [ 1 ]       |

## Города-побратимы
- Визентайд, Германия
- Здуньская-Воля, Польша
- Санта-Мария-ди-Ликодия, Италия